# Raspailia falcifera
Raspailia falcifera är en svampdjursart som beskrevs av Topsent 1892, 1904. Raspailia falcifera ingår i släktet Raspailia och familjen Raspailiidae. Inga underarter finns listade i Catalogue of Life.